# Târnava (Sibiu)
Târnava (en hongrois : Nagyekemező, en allemand : Grossprobtsdorf) est une commune du județ de Sibiu en Roumanie.